# Berkenschorsschijfje
Het berkenschorsschijfje (Diatrypella favacea) is een schimmel behorend tot de familie Diatrypaceae. Het leeft saprotroof op takken van de Berk (Betula) in allerlei loofbossen.

## Kenmerken
Het berkenschorsschijfje heeft bolvormige tot kussenvormige vruchtlichamen met een diameter van 2 tot 4 cm. Ze breken door de schors heen en zijn aan de bovenkant wrattig. Het stroma is wit tot lichtbruin.
De asci meten 70–90 × 8–12 μm. De ascosporen zijn 6–8 μm lang.

## Verspreiding
Het berkenschorsschijfje voor in Noord-Amerika, Europa, Azië, Australië. Het is algemeen in Europa; het komt voor van Spanje tot IJsland en de noordelijke regio's van het Scandinavisch schiereiland (tot ongeveer 67° noorderbreedte).
In Nederland komt het algemeen voor. Het staat niet op de rode lijst en niet bedreigd.

## Taxonomie
Dit taxon werd voor het eerst wetenschappelijk beschreven in 1816 door Elias Magnus Fries en noemde het Sphaeria favacea. De huidige naam, erkend door de Index Fungorum, werd er in 1863 aan gegeven door Giuseppe De Notaris.